# Globimetula oreophila
Globimetula oreophila är en tvåhjärtbladig växtart som först beskrevs av Joseph Dalton Hooker, och fick sitt nu gällande namn av Danser. Globimetula oreophila ingår i släktet Globimetula och familjen Loranthaceae. Inga underarter finns listade i Catalogue of Life.